# 芒特普萊森特 (德克薩斯州)
芒特普萊森特（英語：Mount Pleasant）是一個位於美國德克薩斯州泰特斯縣的城市。根據2010年美國人口普查，該地共人口15564人，而該地的面積約為33.00平方千米。同時該地也是泰特斯縣的縣治。

## 地理
芒特普萊森特的座標為33°09′28″N 94°58′12″W / 33.15778°N 94.97000°W，而該地的平均海拔高度為123米（即404英尺）。